# Народный костюм Псковщины

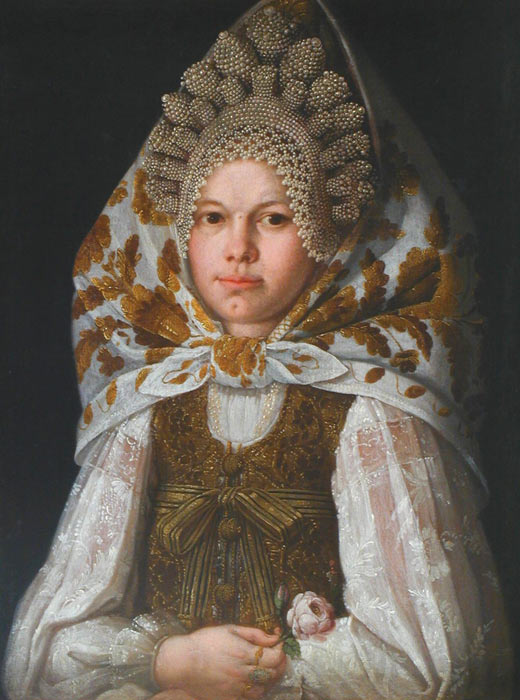
Портрет женщины из Торопца кисти неизвестного художника, Псковский историко-архитектурный художественный музей-заповедник

Русский народный костюм Псковской области относится к севернорусскому типу костюма, для которого характерно наличие сарафана, надеваемого женщинами поверх рубахи. Всего выделяются три комплекса женской народной одежды, связанные соответственно со Псковом, Великими Луками и Торопцем (последний ныне входит в состав Тверской области). Великолукский комплекс более тяготеет к народному костюму Новгородской области, а торопецкий — к Тверской.
Особо стоит отметить костюмы Себежского и Невельского районов со смешанным русско-белорусским населением, ещё будучи уездами до 1924 года входивших в состав Витебской губернии. Несмотря на то, что из-за сильного белорусского влияния традиционная одежда данных районов, по идее, должна была сильно отличаться от остальных, на самом деле отличия несущественные и немногочисленные.
Костюм сету, проживающих в Печорском районе Псковской области, а также в приграничных с Россией землях Эстонии, описан в статье «Эстонский народный костюм».

## История изучения
Первая статья, содержащая сведения об одежде одного из уездов Псковской губернии, была опубликована в 1829 году, однако первые более-менее систематические описания костюма Псковской губернии были сделаны Русским географическим обществом в середине XIX века в качестве писем-ответов на анкету историка Николая Надеждина, разосланную по различным российским губерниям в 1848 году. Тем не менее, в середине XIX века описания псковского народного костюма, публикуемые в печати, довольно пространны. В конце 1870-х годов народным костюмом заинтересовались власти, в том числе ввиду разработки новой военной формы, приближенной к народной одежде. Для этого был составлен «Альбом костюмов России», где присутствуют сведения о мужской одежде различных губерний, собранные губернаторами по поручению свыше. Всего в альбоме насчитываются 532 фотографии костюма, 3 из которых сделаны в Псковской губернии местным фотографом И. Дмитриевым.
Важным этапом в накоплении этнографических знаний в России была деятельность Этнографического бюро князя Вячеслава Тенишева, основанного в 1895 году, и куда сведения о народном костюме посылались также в виде писем. В частности, есть письмо, содержащее описание народного костюма Новоржевского уезда Псковской губернии. Тогда же, в конце XIX—начале XX века, появляется ряд упоминаниях об одежде в отдельных публикациях, посвящённой Псковской губернии, в частности в журналах: так и местных, так и в общероссийских — «Нива», «Живая старина». Стоит отметить подробные описания костюмов, составленных К. К. Случевским. Ряд материалов с описанием народного костюма публикуется Псковским археологическим обществом, основанным в 1880 году. В то же время начинается сбор «древностей» и предметов быта местными коллекционерами, самым известным из них был купец Фёдор Плюшкин. Кроме того, народный костюм Псковщины включила в свою знаменитую коллекцию Наталья Шабельская. Однако зачастую коллекционеры точно не указывали место происхождения определённых предметов коллекции, ограничиваясь пространными формулировками в духе «из Европейской России», из-за чего описи, например, коллекции Плюшкина были сделаны много позже сотрудниками Российского этнографического музея (РЭМ) на основании известных данных. Тем не менее, были и собиратели, более тщательно относившиеся к классификации и описанию собираемой одежды, как например А. И. Кондратьев, благодаря которому в этнографический отдел Русского музея (ныне РЭМ) поступило больше всего экспонатов из Псковской губернии: Великолукского, Холмского и Торопецкого уездов (где Кондратьев работал инспектором учебных заведений).
В начале XX века стали проводиться первые этнографические экспедиции. В то же время сам этнографический отдел стал комплектовать свои фонды, приобретая экспонаты у «торговцев древностей» и частных лиц. В 1910—1911 годах свой вклад в изучение псковского народного костюма внесло Русское Географическое общество, разославшее по губерниям опросные листы-анкеты, в которых, в том числе, был вопрос и о народном костюме.
Так как Псковская губерния находилась достаточно близко к Санкт-Петербургу, тогдашней столице, то городские веяния стали пробиваться в народный костюм довольно рано, и из-за этого этнографических данных касательно Псковской области гораздо меньше, чем в других областях России. Однако, например, торопчанки — жительницы Торопца, тщательно оберегали свой костюм, хотя к 1913 году, судя по свидетельству современников, он уже выходил из употребления.
После революций 1917 года свою деятельность в фиксации и изучении псковского народного костюма, а также других этнографических материалов Псковщины, стали осуществлять местные краеведческие общества. В 1928—1929 годах было впервые организовано целенаправленное этнографическое исследование края, материалы которого пока не опубликованы. В 1950-х годах эти работы были продолжены одним из отрядов Русской этнографической экспедиции Института этнографии и антропологии АН СССР. В целом, на рубеже 1940—1950-х годов начались систематические поездки в Псковскую область ленинградских филологов, фольклористов и даже этнографов-музыковедов, попутно собиравших сведения и о народной одежде.
В конце XX века, судя по данным, собранным в ходе экспедиций и сборов музейных экспонатов в 1970—1990-х годах, в Псковской области, несмотря на то, что традиционная одежда вышла из употребления и стала забываться даже старшим поколением, всё ещё сохранялась память об особенностях костюма некоторых деревень, а местами народный костюм, как частично, так и полностью, надевался по праздникам. Вероятно, такое положение дел сохраняется и сегодня. Тем не менее, до настоящего времени псковский костюм не был предметом специального изучения, и работ, посвящённых ему, очень мало.

## Ткани
Вплоть до начала XX века одежда была домотканой. В основном использовалось домашнее полотно, изготовленное из местных сортов льна различных толщины и качества. Псковский лён-моченец пользовался активным спросом на российском внутреннем рынке, и даже поставлялся за границу (выручка от продажи льна Опочецкого уезда составляла 2 млн рублей). Также широко использовалась шерсть.
В конце XVIII века на Псковской земле начинается промышленное производство тканей; мануфактуры появляются, например, в Велье, Тригорском, Соколове, Петровской мызе и некоторых других сёлах Опочецкого уезда. Как правило, фабричные ткани использовались для праздничных костюмов, для повседневной одежды использовались ткани домашнего производства. В XIX веке фабричная ткань широко проникает в народный быт и постепенно вытесняет домотканину.

## Мужской костюм
Мужской костюм, как и везде в России, не имеет сильных региональных различий как и внутри Псковщины, так и в сравнении с другими регионами. Он состоит из рубахи-косоворотки, опоясывавшейся хлопчатобумажным поясом, и штанов. Рубаху шили из домотканого холста, ситца или кумача. Ворот у рубахи был стоячий невысокий. Пояса, обладавшие на концах кисточками, плелись на пяльцах, вилочках или ткались на дощечках или станках. Наиболее распространённая ширина поясов — около 1,5—2 см. Будничные пояса были более узкие и изготовлялись как и полностью хлопчатобумажные, так и пополам с грубой шерстью. Праздничные же были более широкие, неженатые парни и молодые женатые мужчины носили пояса более ярких, чем у стариков, цветов. Пояс имел важное значение и в свадебном ритуале. Так, отправлявшегося на сватовство свата старались ударить поясом, поскольку удар поясом человека, собравшегося решать важные дела, считался пожеланием удачи, поэтому во время этого процесса приговаривали: «не я бью, удача бьёт». Для пожелания крепкой и дружной семьи также практиковался следующий обряд: дружка (шафер, распорядитель свадьбы), поставив брачующихся друг напротив друга, связывал их руки и ноги поясами, приговаривая: «ноги к ногам, руки — к рукам, к грудине — грудина». Старики во время холодов носили душегрейку — холщовую безрукавку на вате или меху.
Штаны, они же порты, делались на пояске, застёгивавшимся на пуговицу. Штанины были неширокими. Для портов использовалась полосатая пестрядь или синяя выбойка. На праздники и в холодную погоду надевались холщовые, суконные или даже меховые штаны. Летом в будни и на работу мужчины ходили в одной рубахе и нижних штанах.
Верхней одеждой служили армяк (местное название с учётом яканья — ярмяк; иногда им называли халат) и кафтан. Их могли как и по отдельности, так и вместе. Армяк изготавливался из толстого сукна и доходил ниже колен, кафтан доходил выше колен и изготавливался из тонкого сукна. Полы кафтанов и армяков к низу расширялись. И для армяков, и для кафтанов использовалось некрашеное сукно серого цвета, но они обшивались каймой из чёрного плиса или кожи. Армяк и кафтан носились и летом, и зимой, причём зимой армяк надевали в дорогу поверх шубы или полушубка. Кафтан, в отличие от армяка, шился в талию. Помимо них носили носовы́ и балахоны, а зимой — шубы и тулупы. Шубы шились в талию, в отличие от тулупов. Носовы и балахоны шились из белой или чёрной домотканины, служив летней одеждой. В Псковском и Невельском уездах балахоны и носовы были белые, в Себежском — коричневато-чёрные, а в окрестностях Острова и Опочки бытовали как и белые (распашные без застёжек), так и чёрные носовы (глухие, надевавшиеся через голову). В целом, верхняя мужская одежда также была достаточно однообразна, территориальные отличия незначительны. Поверх верхней одежды опоясывался широкий кушак.
Балахоны Псковского уезда надевались в рукава или внакидку, зимней одеждой служили кафтаны и овечьи тулупы. Чёрные носовы, бытовавшие в Островском и Опочецком также являлись частью мужской похоронной одежды, что свидетельствует о древности одежды данного типа. Зимней одеждой в данных уездах служили овчинные шубы прямого покроя, застёгивавшиеся на кожаные пуговицы с помощью ременных петель. Кафтаны Порховского уезда шились со сборами на спине и украшались чёрным флисом, и очень низко опоясывались красным кушаком. В Гдовском уезде (до 1943 года принадлежавшем сначала Санкт-Петербургской губернии, а затем — Ленинградской области) были распространены балахоны-«редни» из льняной холстины, тканной на двух-четырёх подножках, овчинные шубы были как и прямого покроя, так и с отрезной спинкой и сборами на талии. Балахоны Себежского уезда были прямого покроя, шубы были подобны островскиим и опочецким, но без застёжек. Старообрядцы носили балахоны ещё в начале XX века.

### Головные уборы
На голове мужчины картузы, валяные шапки из белой или серой шерсти (аналогичные носились по всему Русскому Северу, Средней России, а также русским населением Витебщины и Черниговщины), летом — соломенные шляпы, по праздникам украшавшиеся венками из бумажных цветов, прикреплённых к тулье, а зимой — шерстяные шапки без козырька. Шапки изготовлялись на вате, для околыша использовалась мерлушка, а тулья была плисовой, чёрного цвета.
В Порховском уезде в начале XIX века носили чёрные шляпы с высокой и узкой верхушкой. В середине того же века шляпы стали низкими. Зимой порховичи носили шапки с четырёхугольным околышем и малахаи — шапки наподобие ушанок с меховыми лопастями-наушами. Также среди «ушастых» шапок был известен треух с округлым суконным верхом и подкладкой из овчины, и иногда телячьей или заячьей шкуры. Сзади треуха присутствовала лопасть, доходившая до плеч. Несмотря на то, что треух был мужским головным убором, его иногда могли носить и женщины.

## Женский костюм

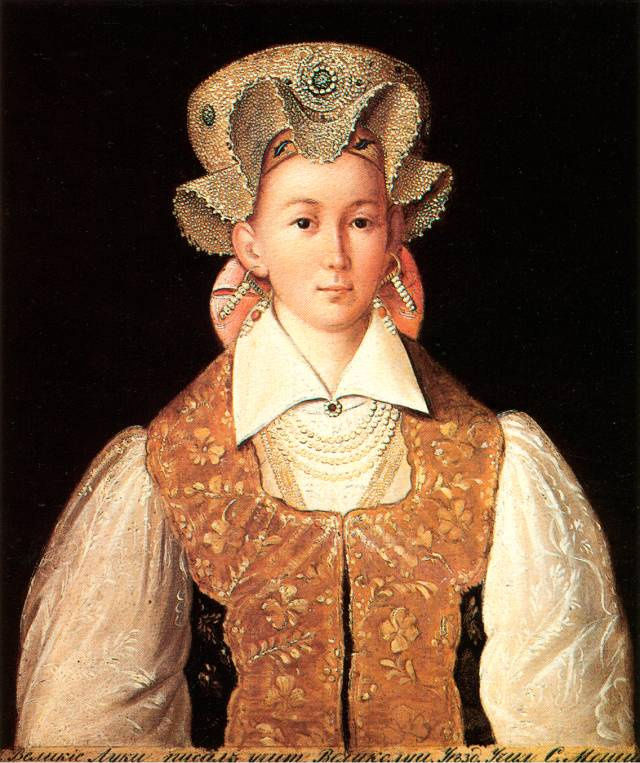
Крестьянка из Великих Лук, картина С. Мошина, 1863 год

Как и в случае с любым народным костюмом, женский костюм Псковщины делился на праздничный, обыденный и рабочий, соответственно называвшийся «доброе», «поддоброе» и «третье». Набор одежды для праздничного и повседневного костюма был один и тот же, однако в зависимости от достатка носительницы существовали различия в богатстве декора и качестве используемых тканей.
Женские рубахи Псковского, Островского и Опочецкого уездов в середине XIX века были без поликов (вставок на плечах, обычных для большинства русских рубах), но с пришитыми прямо к горловине пышными рукавами. Они украшались вышивкой и вшивками. Также в этих уездах носили туникообразные рубахи-долгорукавки с дополнительным отверстием для кисти руки, в начале XX века иногда их носили в качестве свадебных. В Островском и Опочецком уездах также носили рубахи с прямыми поликами, обладавшими коленкоровым подплечьем, и льняной или холщовый стан («стануха»), шившийся спереди из двух полотнищ, а сзади — из одного и нескольких клиньев. Верх рубахи часто был цветным или клетчатым, например из лилового ситца или красного кумача. Рубаха из окрестностей Пскова украшалась вышивкой по вороту и на плечах.
В окрестностях Великих Лук женские рубахи бытовали двух типов — с поликами и без них. Они шились из белого холста и вышивались, как правило крестом, по поликам, вороту и манжетам. В вышивке использовались красные и чёрные хлопчатобумажные нити. В вышивке использовались как и геометрический, так и растительный параметр. В Великих Луках широко была распространена вышивка тамбурным швом. На плечи рубах Колюбацкого (Кулебацкого) погоста Липецкой волости в Великолукском уезде (ныне деревня Колюбаки Великолукского района и её окрестности) нашивали яркие ленты.
Рукава торопецких рубах вышивались «в тамбур», а манжеты украшались кружевом. Они, как и ворот, стягивались золотыми или жемчужными запялами, а также застёжками-запонами и широкими лентами.
В Невельском уезде также носили рубахи с прямыми поликами. Примером может послужить рубаха из деревни Церковище Туричинской волости современного Невельского района, полики которой состоят из трёх домотканых полотен в полоску шириной 43 см. Одно полотно составляет часть спинки, другое — часть переда, а третье — левую боковую часть полочки и спинки без бокового шва. Ворот этой рубахи — стоячий, высотой 4 см. Манжеты рукавов также составляют 4 см в длину и украшены вышивкой крестом красными и чёрными нитками.
В начале XX века на территории всей Псковской губернии получили распространение рубахи с кокетками.
В XVIII веке — середине XIX века были распространены косоклинные глухие, реже распашные сарафаны, называвшиеся ферязями (также глухой косоклинный сарафан назывался «шушун», такое же название он носил и на русском юге, также к нему применялись такие названия, как «глухарь», «сукман», «клинящик», «синяк»), и иногда имевшие ложные рукава, которые во время работы завязывались на спине или закидывались за пояс. Будничные шились из синего домотканого холста, а праздничные — из набойки или ситца. В частности, косоклинные ферязи с ложными рукавами встречались в окрестностях Великих Лук. Передняя часть глухого косоклинного сарафана состояла из цельного неразрезанного полотна. Передний шов украшался пуговицами. Спинка глухого косоклинного сарафана была широкой. Сарафаны-ферязи Великолуцкого, Холмского и Порховского уездов шились из китайки (плотная хлопчатобумажная ткань синего цвета), нанки (хлопчатобумажная жёлтая ткань), а реже — из ситца, кумача и набойки. К концу того же столетия такой сарафан был предметом гардероба лишь у старух и старообрядок. В начале XX века стали популярны прямые набойные сарафаны из 4—6 полотнищ в виде юбки на лямках, в окрестностях Великих Лук называвшиеся саянами. Полотнища спинки сосбаривались, лямки изготовлялись из ситца и сатина и были узкими. Спереди лямки были широко расставлены, а сзади соединялись вместе. Одной из разновидностей такого сарафана сарафан с грудинкой («передницей»), «набойник». Такой сарафан шили из 4—6, иногда из 8 полотнищ (спереди два глухо зашитых или распашных, а остальные сзади и с боков). Грудинка представляла собой продолжением передних полотнищ, с её боков мог быть подрез на уровне верхнего среза спинки, глубиной до 5—8 см, от которой с боков и на спинке выполнялись мелкие складки-сборки глубиной 2 мм. Эти сборки могли быть закреплены прямой нитью второй строчкой на расстоянии 1—1,5 см от первой или закреплялись с изнаночной стороны полоской холста, прикрепленного к складкам косыми стежками. В более поздних вариантах вместо мелких бориков выполнялись небольшие складочки, глубиной 5-7 мм. Лямки пришивилась к краям грудинки и сшивались на середине спинки, часто они окантовывались контрастным по цвету материалам. Примером такого сарафана может послужить экземпляр из Порховского района. В западных уездах Псковской (а также Смоленской и Орловской губерниях) бытовал сарафан в виде лифа на проймах или ямках с пришитой к ней сборчатой юбкой.
На свадьбе невеста одаривала гостей поясами своего изготовления.
По праздникам поверх сарафана надевали шугай — короткую кофтц на вате из набойки, ситца, саржи, парчи, штофа или шёлка с холстяной подкладкой (как и белой, так и крашеной), воротником и длинными узкими рукавами. По талии шугая пришивалась широкая полоса-«юбка» длиной около 20 см. Шугай застёгивался спереди на три крючка. Подол, борта и края шугая оторачивались парчовой тесьмой, позументом, и шёлковой лентой, у зажиточных они оторачивались беличьим мехом (в целом шугаи у богатых женщин и девушек шились из штофа на заячьем меху). Шугай носился круглогодично, в отличие от остальной женской верхней одежды, которая по покрою была идентична мужской. Старухи носили безрукавку-«душовку», душегрейку или передовку.
Костюм псковитянок в XIX веке состоял из рубахи (так и белой, так и красной), украшенной вышивкой по вороту и плечах и синего сарафана или ферязя. Праздничный костюм жительниц из деревень окрестностей Пскова, согласно репортажа корреспондентки журнала «Пчела» С. Крапивиной с крестного хода 1879 года, выглядел следующим образом:

Ради таких случаев они одеваются в свои лучшие праздничные наряды: женщины и девушки в ситцевых сарафанах и мебельного узора длинных фартуках, в белых или розовых рубахах с широкими рукавами, приподнятыми повыше локтя, в пёстрых головных повязках и платках
Костюм из Великих Лук и его окрестностей состоял из кисейной рубахи с округлым отложным воротником, стягивавшимся запонкой, и сарафана-ферязя (к началу XX века — саяна). Подпоясывались красными кушаками, как, например, в Купуе (Пореченская волость Великолукского района). Поверх сарафана носили облегающую парчовую кофточку-корсетку с жёлтым газом, доходившую до поясницы. Но в Колюбацком погосте, чьё население является потомками полоцких и невельских шляхтичей и донских и уральских казаков, переселившихся туда в начале XVII века по указу Михаила Фёдоровича; вместо сарафанов носили юбки. Поверх рубахи и юбки носили узкую белую блузу длиной до колен и откидными ложными рукавам, закидывавшимися за белый же пояс. На голове колюбацкие замужние женщины носили два платка ярких цветов (красного, жёлтого, зелёного или голубого), которые заворачивались в форме кички или шапочки. Однако, согласно свидетельству доктора Людвига Маровского, замужние женщины носили красные шапочки, а незамужние девушки — платки. Аналогичные свидетельства о красных шапочках у замужних приводит митрополит Киевский в 1822—1837 годах Евгений Болховитинов.
В Холмском уезде по состоянию на 1849 год по праздникам старухи носили синие ферязи из холста, китайки или нанки с рядом металлических (медных или оловянных) пуговиц, и украшавшиеся по подолу и около пуговиц кружевами. Молодые же женщины и девушки носили сарафаны из ситца и других тканей, а на голове — шёлковые и хлопчатобумажные платки ярких цветов.
Костюм торопчанок, особенно купчих и богатых мещанок, обильно украшался золотом и жемчугом, из-за чего поражал своей роскошью. Однако в таком виде его носили не только по праздникам, например, во время гуляний, но и в быту. Сарафаны шились из парчи, атласа, штофа и шёлка, зимние сарафаны были на вате. Торопецкие сарафаны были распашными и застёгивались на золотых и серебряных пуговицах повыше пояса, были на проймах, спереди обшивались золотым газом в четверть длины, и опоясывались золотошвейным поясом ил широкой лентой. Передник изготавливался из цветной материи и доходил до ног. Вдовы же, носившие траур по местному обычаю либо три года, а нередко — всю оставшуюся жизнь, носили чёрные сарафан и платок, ленты также были чёрными. В ушах торопчанки носили жемчужные серьги четырёхугольной формы, а на плечах — жемчужные бусы в несколько рядов.
В конце XIX века, как и по всей России, появляется комплект-«парочка», состоявший из кофты с длинными широкими рукавами, оборкой на талии, стоячим воротником и кокеткой и сборчатой юбки, расширявшейся к низу с помощью клиньев. Кофта изготовлялась из ситца и домотканины, помимо юбки также могла носиться и с сарафаном.

### Головные уборы
Основным женским головным убором был повойник — округлая или овальная тканая шапочка, собранная вокруг головы на шнурке. Поверх него надевался платок или косынка. В Псковском, Островском и Опочецком уездах повойники делали с овальным или круглым дном и околышем. Повседневные шили из холста и набойки, а праздничные — из яркого шёлка, парчи, бархата, ситца и кумача, они могли украшаться лентами и галунами. Также наряду с повойниками головными уборами замужних женщин служила кика (кичка), очень похожая на повойник (она обладала круглым дном и широким спереди околышем, к затылку сужающимся), но очень жёсткая. Кика обтягивалась парчой или бархатом и украшалась вышивкой растительного характера. Кроме того, в качестве отдельного головного убора использовались т. н. «золотые головки» — шёлковые косынки, названые так потому, что они вышивались по углам и лбу золотыми нитями. Концы «золотых головок» завязывались сначала сзади, а затем на лбу двойным узлом. «Золотые головки» шились монахинями Ивановского монастыря, располагавшегося в Пскове. Девушки обычно ходили с непокрытой головой и заплетали волосы в Коса (причёска)косу, к концу которой вплеталось множество ситцевых лоскутков. Поверх головы девушки повязывали мишурную или золочёную ленту, «обшитую кругом сборчисто розовой узкой ленточкой», к концам которой пришивали по одной кумачовой или ситцевой широкой ленте «с мишурными узенькими гасиками на концах».
В Порховском и Холмском уездах повойник был гладким, сверху он покрывался завязанным сзади платком, один конец которого был опущен назад, а другой — наперёд. Сзади повойника присутствовал мишурный галун. Цвет — красный или жёлтый.
Кокошники в окрестности Великих Лук были цилиндрической формы, отдалённо напоминая «плоскодонную круглую шляпу» с крепившимися к ней поднизями из жемчуга, называвшимися «заборами» или «рясками». Чтобы жемчужные поднизи топорщились, как «поля», жемчуг нанизывался на конский волос. Под кокошником замужние женщины носили шёлковый платок, от которого до шеи спускался жемчужный подзатыльник, незамужние же девушки с кокошником их не носили. Также девушки подвязывали вокруг головы свёрнутые в виде ленты платки, завязывавшиеся концами сзади и венки с галуном. В косу вплетали ленты. Настоящим «шиком» считалось умение сплести косу не в три, а в шесть и более прядей. Что характерно, в Великих Луках слово «ряски» стало обозначать не только поднизи, но и весь кокошник в целом, в то время как на других территориях такого явления не наблюдалось. В конце XIX века женщины из окрестностей Великих Лук, например, в той же Купуе, носили красные платки, завязывавшиеся на затылке узлом.
Самым знаменитым женским головным убором Псковщины является кокошник-шишак конусовидной формы, носившийся замужними торопчанками и жителями окрестных деревень (хотя встречаются сведения, что такие кокошники были в моде и у порховских купчих). Как и остальной костюм, он изготавливался из дорогих материалов, и, например, в 1860-х годах самые дорогие кокошники стоили от 2000 до 7000 царских рублей серебром, что по тем временам было даже дороже некоторых объектов недвижимого имущества. А во время приёма торопецкого купечества Екатериной II кокошник, надетый купчихой Поджаровой, стоил 40 000 рублей. Из-за своей дороговизны некоторые семьи во время финансовых трудностей сдавали свои кокошники в аренду, что могло приносить немалый доход. Название «шишак» было дано кокошнику из-за украшений-выступов в виде сосновых шишек, присутствовавших на специальной жёсткой накладке на лбу и отделывавшихся мелким жемчугом. Количество таких «шишек» зависело от достатка семьи, чем семья была обеспеченнее, тем, соответственно, шишек было больше, хотя от достатка зависело и качество кокошника в целом. Кокошник-шишак впервые надевался на свадьбе: его на голову невесты надевала сваха с пожеланиями счастья, здоровья и множества детей (считалось, что сваха будто бы желала иметь столько детей, сколько и шишек на надеваемом кокошнике). Кокошник носился замужними женщинами и на праздники, и дома, в том числе и на кухне, в них ходили в церковь. Поверх кокошника надевали плат-фату, завязывавшуюся под подбородком, обильно украшенную золотошвейными розанами. Угол фаты достигал поясницы, а в старину доходил до пят. Помимо состоятельности торопчан в целом, такой вид кокошника был обусловлен развитым до революции жемчужным промыслом в этих местах. Незамужние торопчанки носили венцы конусовидной или цилиндрической формы из картона, обтягивавшиеся парчой, шитой серебряной нитью или газом, и к краям которых прикрепляли нитки жемчуга.

## Обувь
Обувь носилась летом с белыми холщовыми онучами, а зимой — c белыми шерстяными. У мужчин они обматывались поверх портов. Носки назывались «паголенки», они вязались из шерсти и носились поверх портянок с лаптями и поршнями. Паголенки достигали икр, и могли быть как и одноцветными, так и с узорами.
На ногах носили четыре вида обуви: лапти, поршни — туфли без каблука, изготовлявшиеся из цельного куска кожи; плетёная обувь с высоким голенищем и кожаные сапоги чёрного цвета. Лапти, распространённые на территории Псковской области, бытовали трёх видов: «московские» из липового лыка (лыковые лапти также назывались лычниками), «белорусские» (аналогичные лаптям-коверзням, носившимся непосредственно на территории Беларуси) и «крутеньки» или «чуни» из пеньковых верёвок. «Белорусские» лапти-коверзни плелись из ракиты. Также в Псковской, как и в соседней Новгородской губернии, носили берестяные лапти косого плетения и с низкими бочками. Лапти-крутеньки обладали круглой или прямоугольной головкой прямого (помимо Псковщины, прямое плетение лаптей у русских присутствовало лишь в Смоленской губернии) или бороздчатого плетения. Подошва плелась из более толстых верёвок. Помимо лаптей, плели обувь с высоким голенищем наподобие полуботинок или сапог, которую называли «ходоками», «ступнями», «берещниками» и «бахилами». Она, в отличие от лаптей, одевалась на босу ногу, и служила как и рабочей, так и домашней обувью. Эта обувь плелась из лыка и бересты. Поршни получались собиранием кожи по краям на ремешок, продевавшийся сквозь отверстия, а иногда — сквозь петельки, расположенные по бокам и сзади, над пяткой. Носок поршней в начале XX века стали подбивать гвоздями. И лапти, и поршни, держались на онучах с помощью оборов, которые изготавливались из пеньки или кусков кожи. В Порховском уезде оборы были кожаными, а в Холмском — и пеньковыми, и кожаными.
Сапоги были высокими, в них мужчины заправляли порты. Их приобретали у деревенских сапожников, изготовлявших товар на заказ, или в городе. Тем не менее, они не получили особого распространения, в отличие от лаптей (по свидетельству современников, в Псковском уезде сапоги носили очень редко). Зимой обувались в сапоги и валенки. Однако вторые были привозными из губерний к востоку от Псковской, и местные жители их не изготовляли.

## Интересные факты
- Существуют сведения, что Александр Пушкин, проживая в селе Михайловском, мог изредка носить русский народный костюм. Так, согласно воспоминаниям его близкого друга Алексея Вульфа, однажды в девятую пятницу после Пасхи Александр Сергеевич пошёл на ярмарку в слободу Тоболенец/Святые Горы (ныне посёлок Пушкинские Горы) в красной косоворотке, чем весьма удивил новоржевцев. А согласно сведениям литературоведа-пушкиниста Аркадия Гордина, однажды некий псковский чиновник встретил поэта, играющего с мальчишками в бабки, одетого в белый армяк нараспашку и с неряшливо накинутым белым картузом на голове. Считается, что для того, чтобы не выделяться во время сбора фольклора, Пушкин и надевал русский народный костюм[1].